# Vereinigung Deutscher Blumenmärkte
Die Vereinigung Deutscher Blumengroßmärkte e.V. (VDB) ist der Fachverband der deutschen Blumengroßmärkte.

## Geschichte
Sie entwickelte sich aus der 1961 im Zentralverband Gartenbau e.V. (ZVG) entstandenen Fachgruppe Blumengroßmärkte und Absatzeinrichtungen.
Gründungsmitglieder waren die Blumengroßmärkte Bielefeld, Düsseldorf, Dortmund und Köln. Nachdem die niederrheinischen Absatzeinrichtungen ebenfalls Interesse an einem Zusammenschluss anmeldeten, wurde am 14. August 1962 in Köln die Sondergruppe Blumenabsatzorganisationen mit 9 Mitgliedern gegründet.
Die Zahl der Mitglieder wuchs stetig. Insgesamt waren im Laufe der Jahre 53 Organisationen Mitglied. Kündigungen gab es in erster Linie durch Aufgabe der Geschäftstätigkeit oder durch Übernahme/Fusion. Einhergehend mit der Expansion des niederrheinischen Blumenvermarkters Landgard kam es zunehmend zu Konkurrenzsituationen und Konflikten der Mitglieder innerhalb der VDB. Diese Diskussionen führten im Dezember 2006 zu dem Beschluss, dass die Blumengroßmärkte und die überregional vermarktenden Absatzorganisationen künftig getrennte Wege gehen. Die VDB schied in diesem Zusammenhang Ende 2006 aus dem ZVG aus. Im Januar 2007 wurden mit zahlreichen Satzungsänderungen die Weichen für eine Fortsetzung der Zusammenarbeit der traditionell vermarktenden Blumengroßmärkte gestellt. Aus der Vereinigung Deutscher Blumenmärkte wurde die Vereinigung Deutscher Blumengroßmärkte e.V., die seit 2008 wieder Mitglied im ZVG ist.

## Struktur und Tätigkeit
In der VDB engagieren sich die 10 traditionell vermarktenden Blumengroßmärkte Dortmund, Düsseldorf, Frankfurt, Hamburg, Karlsruhe, Köln, Mannheim, Reutlingen, Stuttgart und Ulm. Insgesamt erzielen diese Mitgliedsorganisationen mit ihren rund 600 angeschlossenen Vermarktern einen Umsatz von ca. 300 Mio. € im Jahr.
Der Sitz des Vereins ist seit 2022 in Mannheim am Standort des Blumengroßmarkt Mannheim.
Der Verband versteht sich als Interessenvertretung der Blumengroßmärkte und nimmt vielfältige Aufgaben wahr. Neben gemeinsamen Marketingprojekten und PR-Maßnahmen stellt er seinen Mitgliedern gemeinsame Werbematerialien zur Verfügung.
2012 wurde von der Vereinigung Deutscher Blumengroßmärkte e.V. das regionales Herkunftslabel „Ich bin von HIER!-Blumen und Pflanzen von Gärtnern aus der Region“ für Blumen, Pflanzen, Kräuter und Gemüsepflanzen entwickelt. Das Label darf ausschließlich von den über die Blumengroßmärkte vermarktenden Gärtnern genutzt werden. 
Der Informationsaustausch zwischen den Mitgliedern wird durch Tagungen und Newsletter gepflegt.
In der Gemeinschaft konnte man bislang viele Normungen und Vereinheitlichungen erarbeiten. Im Bereich Verpackung arbeiten die Mitglieder mit dem Mehrwegsystem Palettino. Auch bei den Ladungsträgern konnte man einheitliche Lösungen finden. Das gemeinsame Artikelnummernsystem und der Branchen-EAN für Topfpflanzen sind wichtige Absprachen mit weitreichenden Auswirkungen für die deutsche Pflanzenvermarktung.
Neben den Kontakten zur Politik zählen hierzu auch die Vertretung gegenüber den grünen Fachverbänden, insbesondere dem Fachverband Deutscher Floristen e.V. sowie dem Zentralverband Gartenbau e.V.